# Jövő (idő)
Az idő lineáris felfogásában a jövő az idővonalnak az a része, amely ezután (a jelen után) fog „megtestesülni”, ahol az a „hely” van, ahol a még meg nem történt események képzelhetők el hitünk szerint. (A hitünk abból áll, hogy az előbbi fogalmakat és következményeit feltételezzük). Ebben a felfogásban a jövő a múlttal (azzal az eseménysorozattal, amelyek már bekövetkeztek, és amelyeket többé-kevésbé ismerünk) állítható szembe, valamint a jelennel, amelynek a határait visszafelé mozgathatjuk, de előre nem.
A tudás és az ismeretek szempontjából a múltról lehetnek akár „tudományos”, nehezen vitatható ismereteink is, de a jövőt tekintve ezek vagy csak feltételezések, vagy ha tudományos igénnyel készültek, a tudományos hipotézisek kategóriájába sorolhatók.
A múltra vonatkozó tudásunk alapján feltételezzük a jövő alakulását és valószínűségekben próbáljuk megragadni azzal a megszorítással, hogy ha a jövőt fenyegetve látjuk, akkor az ezzel kapcsolatos hírek egy részét elfojtjuk, eltitkoljuk.
A jövő fogalmának mindig fontos szerepe volt a filozófiában és általában az emberi gondolkodásban, mivel az emberi élet számos eseményt legalább megjósolni képesnek kell lennie az embereknek ahhoz, hogy életben maradjon. Ugyanakkor az ember célkitűző tevékenységének egy része is a jövőre és nem a „jelenként megélt jövőre” irányul, sőt a tudás mértéke is abban mérhető le leginkább, ha valaki a jövő eseményeire vonatkozóan tud biztos állításokat közölni, mivel ezzel lehetővé teszi az azokra való felkészülést.
Az emberi agy kognitív képességeinek kifejlődéséhez vezettek ezek a teljesítmények, mely képességek között van az elvont gondolkodás, a racionális képzelet, a logika, az indukció, a következtetés és az érvelés. Az indukció alapján vagyunk képesek az okokat a következményekkel összekötni, amely révén az idővonalat oksági-lánccá tudjuk átalakítani.
A kognitív eszközök azonban kevésnek bizonyulnak a sokszor kaotikus jellegű természeti és társadalmi események megjövendölésére, ezért minden korban és minden kultúrában tág tere van a jövővel kapcsolatos „szélhámosságoknak” és tévedéseknek. Míg a természettudományok a világot a mérhető változások mentén igyekeznek megragadni, addig egyéb ismeretkörök inkább képekben, hasonlatokban, párhuzamokban és metaforákban tömörítik elképzeléseiket.
A jövő így a vallásokban is központi téma, főleg a határok megvonása okán (hol kezdődött a múlt, mikor lesz vége a jövőnek), illetve mik a határai az emberi életnek, az ismert világnak és az univerzumnak. E kérdésekkel a kozmológia is foglalkozik, és számos elmélet létezik e kérdések megválaszolására.
A jövő a tárgya a jövőkutatás nevű tudománynak és állandó témája a bulvársajtónak.